# Dielektrična konstanta vakuuma
Dielektrična konstanta vakuuma ili apsolutna dielektrična konstanta ili apsolutna permitivnost je konstanta definisana u SI sistemu kao
{\displaystyle \varepsilon _{0}={\frac {1}{\mu _{0}c_{0}^{2}}}=8,8541878128(13)\times 10^{-12}{\frac {As}{Vm}}=8,8541878128(13)\times 10^{-12}{\frac {F}{m}}}
gdje je c0 brzina svjetlosti u vakuumu, a μ0 je permeabilnost vakuuma.
Ova konstanta sreće se u Kulonovom zakonu, Maksvelovim jednačinama, itd.